# Potápka černokrká
Potápka černokrká (Podiceps nigricollis) je malý druh potápky z rodu Podiceps s rozsáhlým areálem rozšíření. Vyskytuje se v Eurasii včetně Česka, dále v Africe a Severní Americe. Zcela nejpočetnější je přitom v Severní Americe, patrně díky schopnosti vytěžovat salinní biotopy jako je Saltonské moře a Velké Solné jezero. V těchto jezerech se nachází ohromné množství bezobratlých živočichů (především korýšů), na kterých potápky hodují. Potravu sbírají z povrchu vody nebo se pro ni potápí. V každodenním životě potápka nelétá, avšak v době migrace dokáže uletět i stovky až tisíce kilometrů. Evropské potápky zimují ve Středomoří, ty americké hlavně v Kalifornském zálivu.
Potápka černokrká je poměrně malý pták s délkou těla kolem 28–34 cm. Svatební šat je velmi výrazný – svrchní strana těla je převážně tmavá, boky jsou rezavé a za očima vyrůstají oranžová prodloužená pírka. Prostý šat je oproti tomu fádní, svrchní strana těla je převážně šedočerná a spodní je do běla. Hnízdí na mělkých jezerech a rybnících s bohatým zastoupením litorálních porostů. Hnízdo si staví přímo na vodě. Jak stavbu hnízda, tak inkubaci a péči o ptáčata zajišťují oba partneři. Snůšku tvoří nejčastěji 3–5 vajec, inkubace trvá kolem 20–21 dní.
Globální populace dosahuje kolem 3,9–4,2 milionů jedinců, což z potápky černokrké činí nejpočetnější druh ze všech potápek. Mezinárodní svaz ochrany přírody druh hodnotí jako málo dotčený, nicméně celkový populační trend je neznámý. V Česku je potápka černokrká ohrožena hlavně intenzivním managementem rybníků a zánikem přirozených stanovišť, které v Česku představují mělké litorární biotopy porostlé orobincem a zblochanem. V roce 2014 bylo v Česku evidováno už jen 50 hnízd. Česká společnost ornitologická vyhlásila potápku černokrkou Ptákem roku 2015, aby tím upozornila na neutěšený stav české rybniční krajiny.

## Systematika
Za formální taxonomickou autoritu druhu je považován německý ornitolog Christian Ludwig Brehm, který potápku černokrkou formálně popsal v roce 1831. Pruskoruský přírodovědec Carl Ludwig Hablitz sice potápku černokrkou pojmenoval již v roce 1783 jako Colymbus caspicus, nicméně toto jméno bylo dlouho přisuzováno potápce žlutorohé (Podiceps auritus) a až Erwin Stresemann v roce 1948 seznal, že Hablitzův popis se vztahuje na potápku černokrkou. Mezinárodní komise pro zoologickou nomenklaturu se nicméně rozhodla používat Brehmovo jméno a z Habitzova názvu udělala synonymum k potápce žlutokrké.
Potápka černokrká utváří 3 poddruhy s následujícím rozšířením:
- P. n. nigricollis (Brehm, 1831) – nominátní poddruh; oblasti mírného pásu Eurasie (jižně od Skandinávie) od Britských ostrovů a Španělska přes Baltské státy a Kazachstán až po Mongolsko, kapsovitě až do severovýchodní Číny a na ruský Dálný Východ;
- P. n. gurneyi (Roberts, 1919) – kapsovité rozšíření od Etiopie do Tanzanie a jižní Afriky;
- P. n. californicus (Heermann, 1854) – od jihozápadní Kanady přes středozápadní až západní USA po střední Mexiko.

Rodové jméno Podiceps pochází ze dvou latinských slov, a sice podicis (= „řiť“, „zadnice“) a pes (= „noha“). Druhové jméno nigricollis pochází z latinských niger  (= „černý“) a collis  (= „krk“), doslova tedy „černokrký“. Co se týče názvů poddruhů, tak gurneyi odkazuje k britskému ornitologovi Johnu Gurneymu a californicus ke Kalifornii.

## Popis

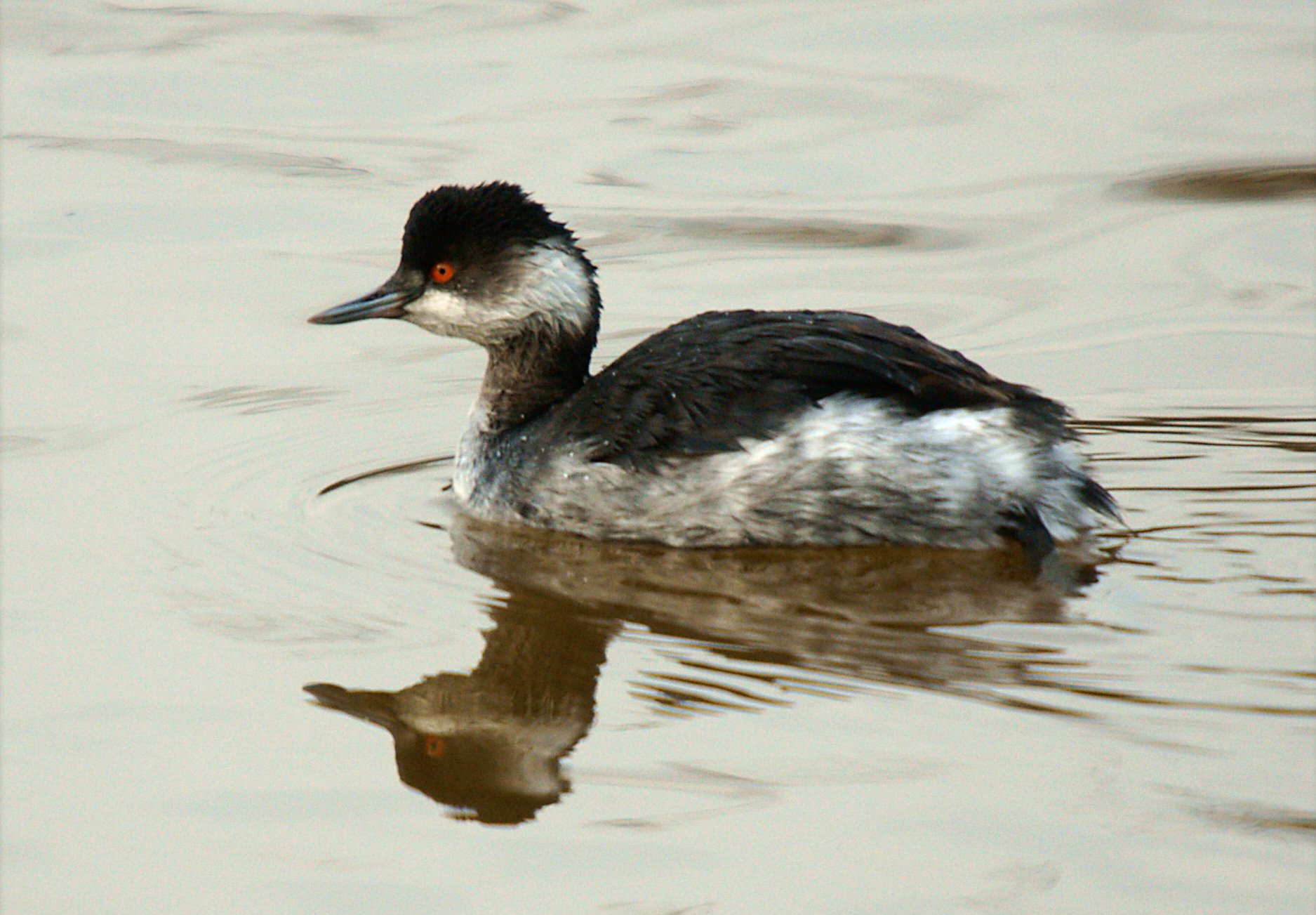
Potápka černokrká v prostém šatu je shora černá a zespoda bílá

Jedná se o poměrně malou potápku s malou hlavou, tenkým krkem a tenkým zobákem. Útlý oválný hřbet zdobí načepýřené peří. Potápka černokrká dosahuje délky těla 28–34 cm a váhy 250–350 g. Rozpětí křídel se pohybuje kolem 56–60 cm.
Černý zobák je špičatý, drobný, spodní čelist je mírně prohnutá nahoru, což vyvolává dojem, že je celý zobák jemně ohnutý nahoru. Svatební šat potápky je svrchu černý až hnědočerný. Na bocích je červenohnědý, břicho a spodní strana křídel jsou bílé. Čelo je strmé, těsně za okem po stranách hlavy se nachází prodloužená zlatooranžová pera, která tvoří výrazné trojúhelníkové vějířky. Korunka je černá. Duhovky jsou červené, kolem očí se nachází tenké růžovočervené oční kroužky. Nohy jsou šedozelené. Prostý šat potápek je svrchu šedočerný, avšak brada, hrdlo, boky, břicho a loketní letky jsou bílé. Pohlaví se zbarvením neliší.

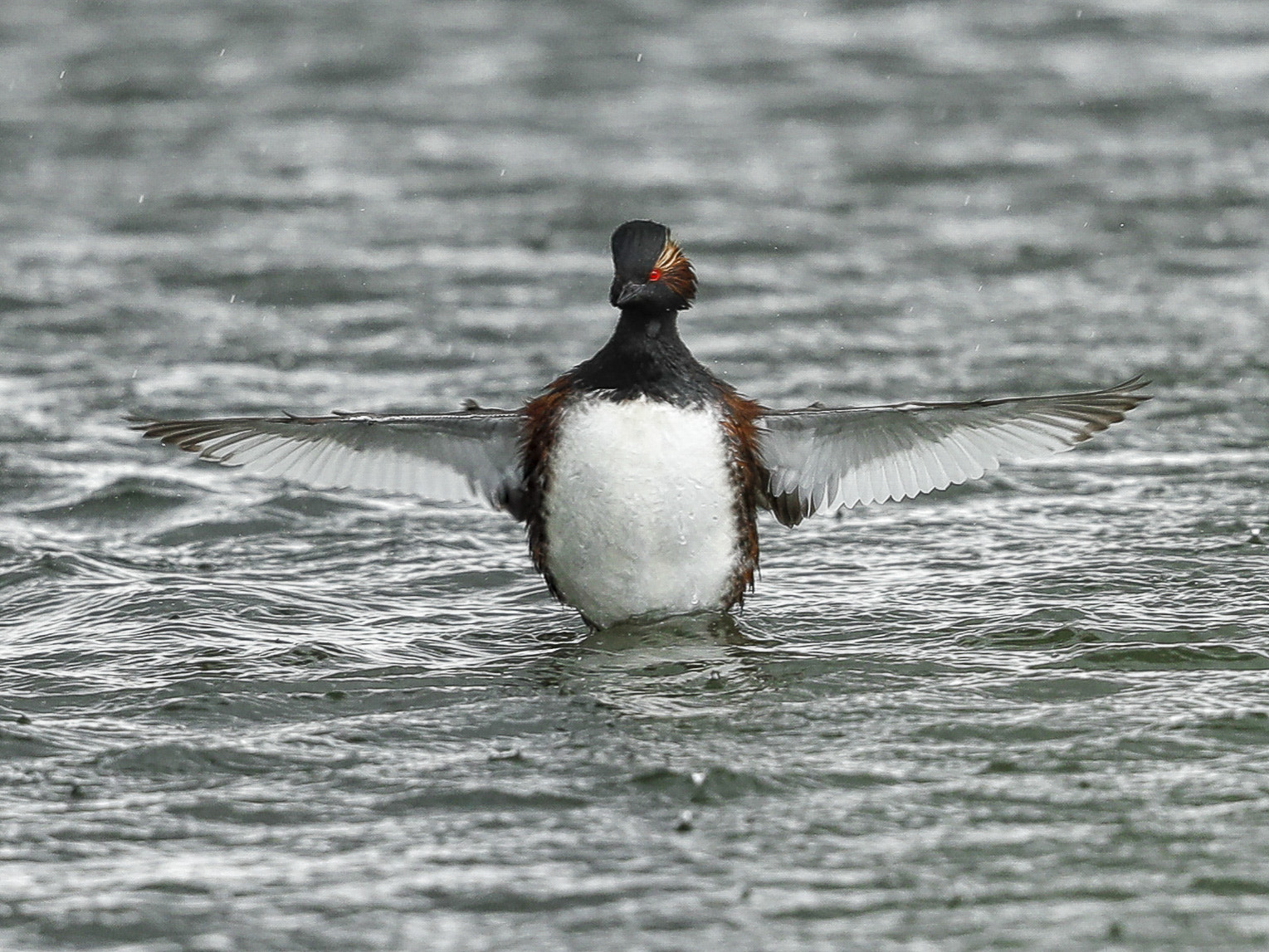
Potápka černokrká ve svatebním šatu s odhaleným bílým břichem

Poddruh californicus má ve srovnání s nominátním poddruhem obvykle delší zobák a v období hnízdění má hnědošedé vnitřní letky. V době mimo hnízdění, uzdička (lorum) nominátního poddruhu bývá o něco světlejší než u susb. californicus. Subsp. gurneyi, nejmenší ze tří poddruhů, má opeření na hlavě a v horních částech těla o něco šedivější. Nesvléká se do prostého šatu a celý rok tráví v šatu svatebním. Prodloužené peří po stranách hlavy bývá u subsp. gurneyi světlejší než u nominátního poddruhu.
Potápka černokrká je jen o málo větší než její příbuzná potápka malá (Tachybaptus ruficollis), oproti které má větší krk a delší hlavu. Od podobné potápky žlutorohé (Podiceps auritus) se liší štíhlým, mírně zahnutým zobákem a v prostém šatu méně kontrastní černobílou kresbou hlavy a nápadným bělavým výběžkem jdoucím nahoru po stranách šíje.

## Rozšíření a početnost

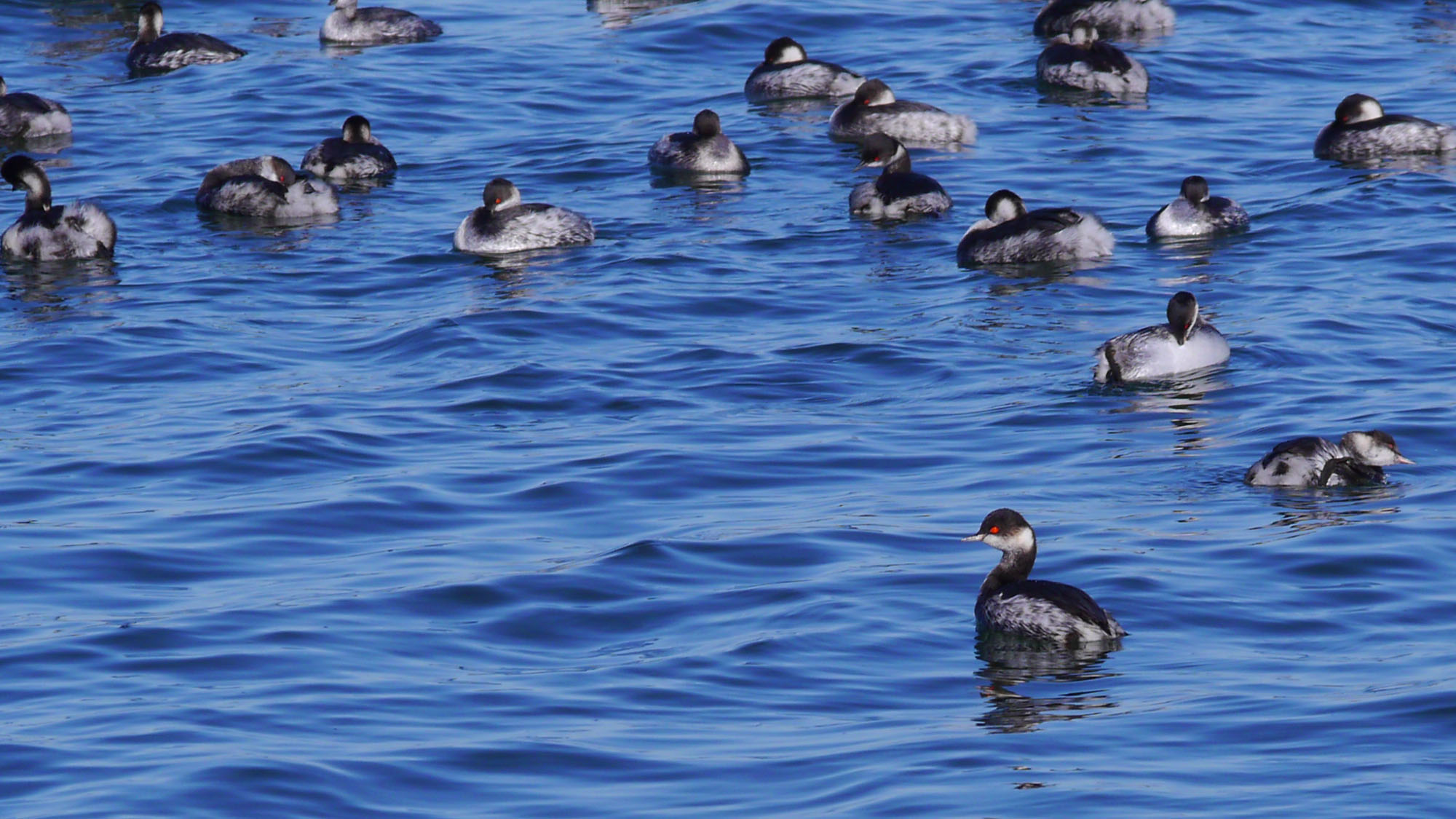
Hejno subsp. nigricollis ve Španělsku

Je rozšířena na třech kontinentech. V Eurasii od Španělska po ruský Dálný východ hnízdí poddruh P. n. nigricollis, v jižní a východní Africe P. n. gurney a ve střední a západní části Severní Ameriky P. n. californicus. Je převážně tažná. Evropští ptáci zimují v jižní a západní Evropě. Americký poddruh californicus se na zimu stahuje na jih ke Kalifornskému zálivu a občas i dále na jih až ke Guatemale. Zbloudilí jedinci subsp. californicus byli zaznamenáni i při Atlantském pobřeží.
Podle odhadů z roku 2015 se globální populace potápky černokrké pohybuje mezi 3,9–4,2 miliony. To z druhu dělá světově nejpočetnější druh potápky, která je dokonce početnější než všechny ostatní potápky dohromady. Na Evropu přitom připadá pouze 46–78 tisíc hnízdních párů. Rostoucí evropské populace jsou soustředěny v západní Evropě, kde je rozšíření druhu však dosti ostrůvkovité. Převážná většina evropské hnízdní populace potápek (kolem 70 %) se nachází v Rusku a na Ukrajině, v ostatních evropských zemích se početnost druhu počítá někde jen v desítkách (např. Bulharsko, Rakousko, balkánské státy), ve stovkách (např. Dánsko, Nizozemí, Slovensko) a maximálně v tisících (např. Francie, Německo, Polsko, Španělsko). Nejsevernějším státem rozšíření druhu v Evropě je Švédsko.

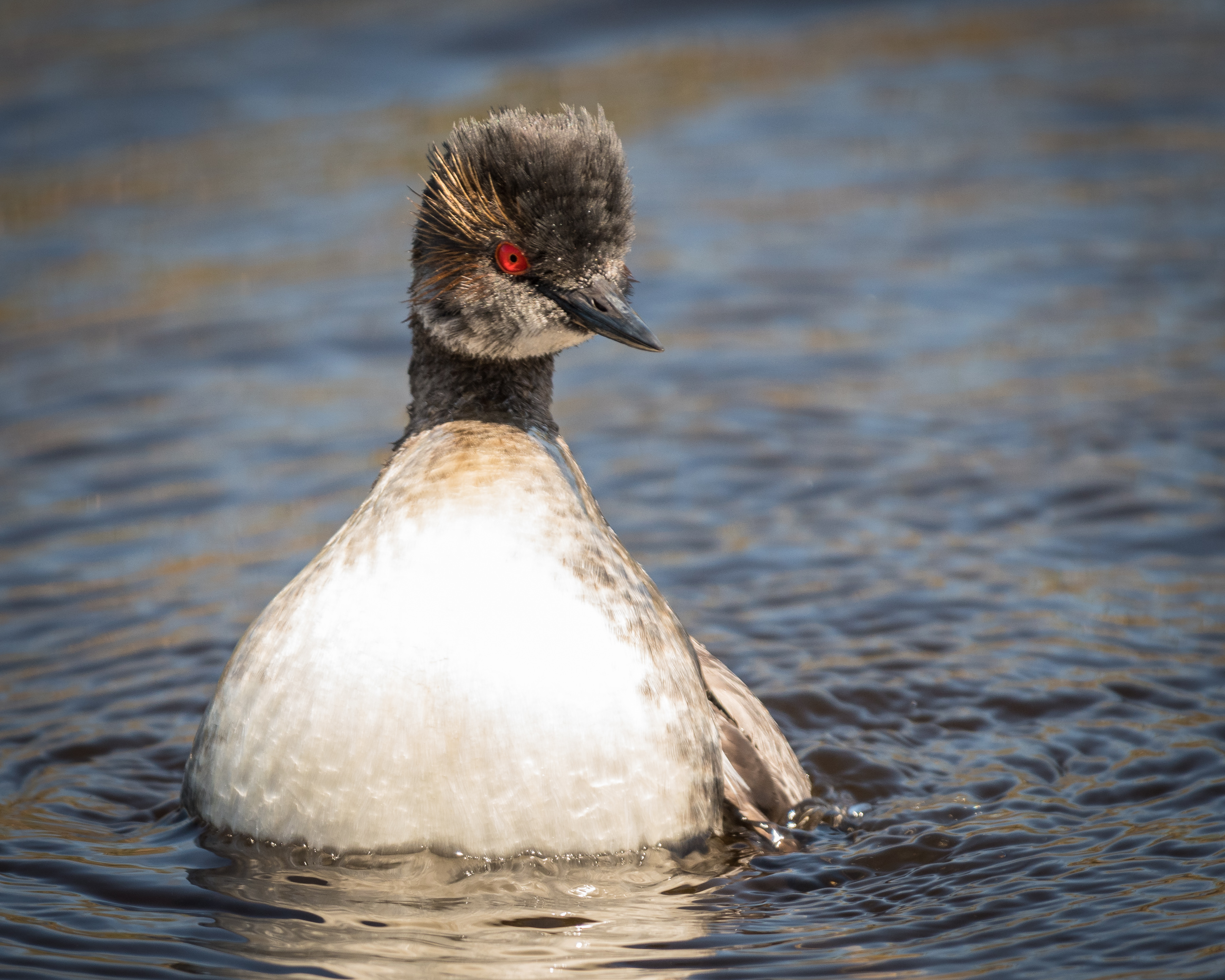
Potápka ve svatebním šatu

V některých státech může populace potápek dramaticky narůstat příletem do zimovišť. Např. ve Švýcarsku bývá zaznamenáno hnízdění potápek černokrkých jen zcela výjimečně, avšak v zimě jejich početnost narůstá na 3–5 tisíc. Dalšími oblíbenými zimovišti jsou hlavně země jižní Evropy jako je Španělsko, Turecko, Itálie, Řecko a Ázerbájdžán. Konkrétně se jedná o jezero Tunis, Benátský záliv, jezero Lesinna, Camargue, pobřeží Korsiky nebo vnitrozemské Ženevské a Skadarské jezero. Africký poddruh gurneyi je převážně stálý, tzn. nemigruje.
Naprostá většina potápek černokrkých žije v Severní Americe (subsp. californicus). Důvodem je patrně to, že se tamější potápky naučily využívat salinní a hypersalinní jezera, která hojně využívají na tahových zastávkách během migrace do zimovišť v Mexiku. V Evropě se slaná jezera v takovém množství nenachází, což je patrně důvodem, proč je evropská populace ve srovnání s tou americkou poměrně malá. Masivní rozšíření potápek černokrkých v Severní Americe je přitom relativně nový fenomén a patrně k němu došlo k pozdním pleistocénu, kdy začala solná jezera vznikat. Až 99 % populace amerických potápek černokrkých využívá k tahovým zastávkám pouze dvě lokality, a sice jezero Mono v severovýchodní Kalifornii a Velké Solné jezero.

### Výskyt v Česku

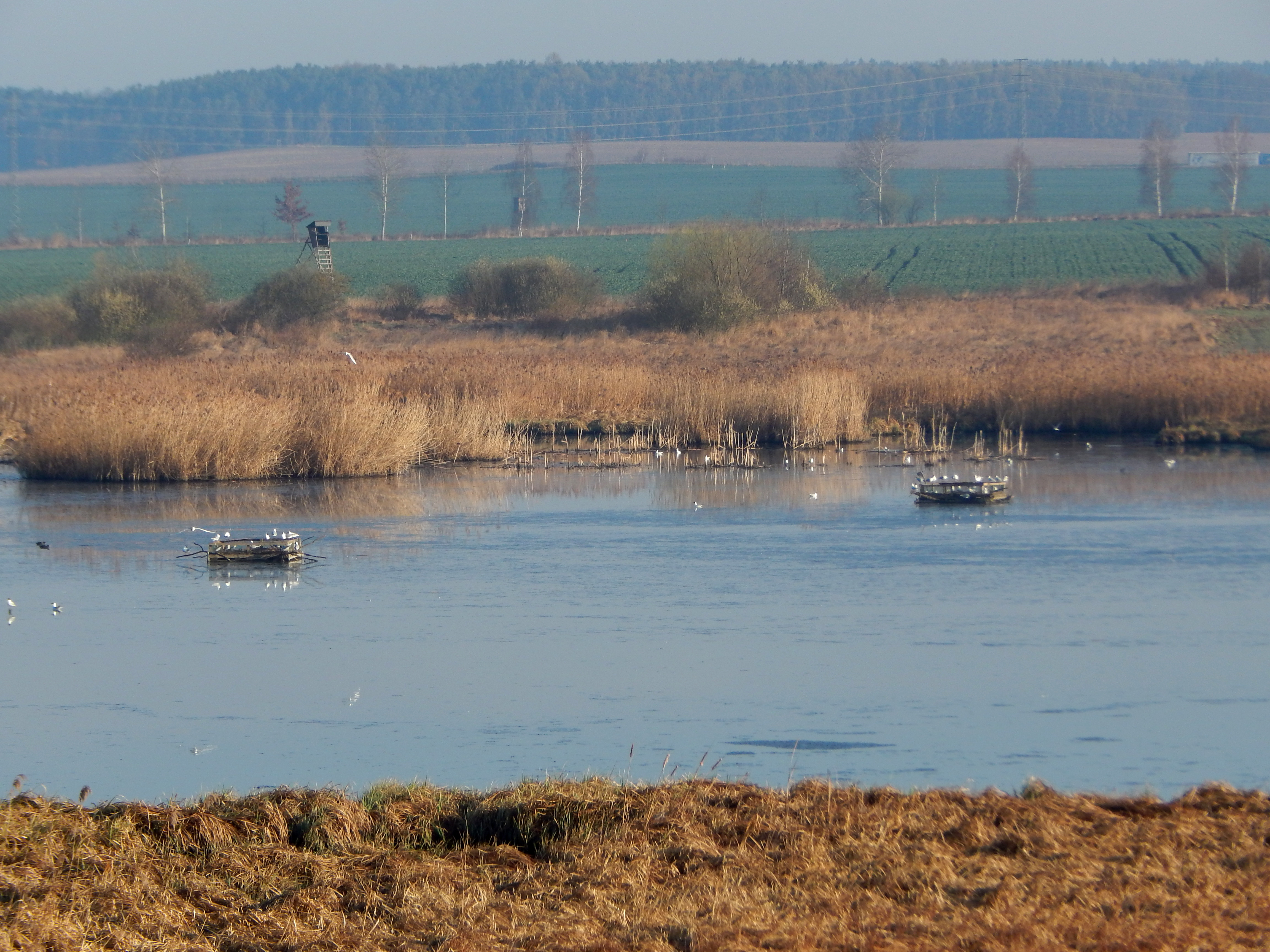
Nový rybník na Plzeňsku patří k jednomu z posledních hnízdišť potápky černokrké v Česku

V Česku hnízdí již pouze ostrůvkovitě v rybničnatých oblastech v nadmořských výškách do 650 m. Přílet na hnízdiště vrcholí v dubnu, odlet v srpnu až září. Záznamy o přezimování jsou vzácné a v některých případech patrně pramení ze záměny s podobnou potápkou žlutorohou.
Na českém území začala potápka černokrká hnízdit patrně až ve 2. polovině 19. století. Do české krajiny se rozšířila z kaspické a černomořské oblasti. Příčinou expanze bylo patrně dlouholeté období sucha, které tyto oblasti postihlo. Maximální početnosti na českém území potápka černokrká dosahovala v 60. až 70. letech 20. století, kdy byla zároveň českou nejhojnější potápkou rozšířenou ve všech rybničních oblastech. Některé kolonie dosahovaly i stovky jedinců. Od 80. let se začaly její stavy prudce snižovat a postupně vymizela z většiny obsazených lokalit. V letech 1985–1989 byla celková populace odhadnuta na 2500–5000 párů, v roce 1994 na 1000–1500 párů a v roce 2000 již na pouhých 400–800 párů. Za příčinami tak rozsáhlého úbytku stojí hned několik faktorů. Ten hlavní je degradace hnízdních stanovišť, tedy intenzivní chov kaprů, kteří představují přímé potravní konkurenty potápek. Na dramatickém snížení početnosti se podepsal i úbytek vhodných hnízdních stanovišť (zejména litorálních porostů se zblochanem a orobincem). Za nízké stavy potápek na českém území může i dramatický úbytek racků chechtavých, v jejíchž bezprostřední blízkosti potápky hnízdí. Zbytková hnízdiště potápek černokrkých v jižních Čechách se nachází takřka vždy v koloniích racků chechtavých. V roce 2014 se povedlo najít jen 50 hnízd, což je nejnižší stav za posledních nejméně 100 let.

## Biologie a ekologie
Obecně se dá říci, že potápky patří k méně zdatným letcům a některé druhy potápek (např. potápka obrovská, potápka krátkokřídlá) dokonce zcela ztratily schopnost letu. Potápka černokrká sice létat dovede, avšak letu se vehementně vyhýbá natolik, že migrační let pro ni někdy představuje jedinou formu letu. Podobně špatně je na tom i při pohybu po souši. Nohy potápky černokrké jsou umístěny v zadní části těla, což jí činí potíže při pohybu po souši.

### Hnízdění

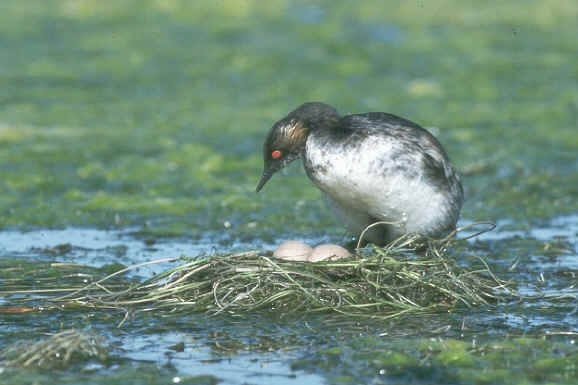
Potápka černokrká na hnízdě se snůškou

K formování párů dochází na tahových zastávkách při migraci ze zimovišť na hnízdiště, občas k němu může dojít již na zimovištích. Po příletu od hnízdišť začínají potápky černokrké s námluvami. Nejsou teritoriální a námluvy tak probíhají po celé vodní ploše. Všechny vizuální a vokální pózy předvádí obě pohlaví. Když chce potápka nalákat pozornost potenciálního partnera, načepýří své opeření včetně chocholky, natáhne krk a se zavřeným zobákem vydá tříslabičné flétnově znějící pó-éé-čk, přičemž poslední slabika je sotva slyšitelná, a možná je vydávána jen jako důsledek snahy o vytvoření prvních dvou slabik. K dalším namlouvacím prvkům patří třesení hlavou, pokládání hlavy na hruď za načechraného peří na krku a chocholce, potápění, předvádění (zdánlivého) běhání po vodě nebo čištění vlastního peří, které potápky předvádí jedna druhé. Zajímavým je tzv. tučňáčí tanec (penguin dance), při kterém samec i samice vertikálně napřímí své tělo, které dostanou nad hladinu s pomocí šlapání vody, až to vypadá, jako by stály na ocase. Pár se přiblíží hrudí k sobě a za pronikavého agresivního štěbetání potápky začnou vehementně třást hlavami ze strany na stranu. Po 6–20 zatřeseních dosednou na vodu, kde pokračují s třesením hlav, byť v mnohem mírumilovnějším rytmu. Veškeré namlouvací aktivity končí s tím, jak potápky začínají stavět hnízda. Potápky černokrké jsou sociálně monogamní.

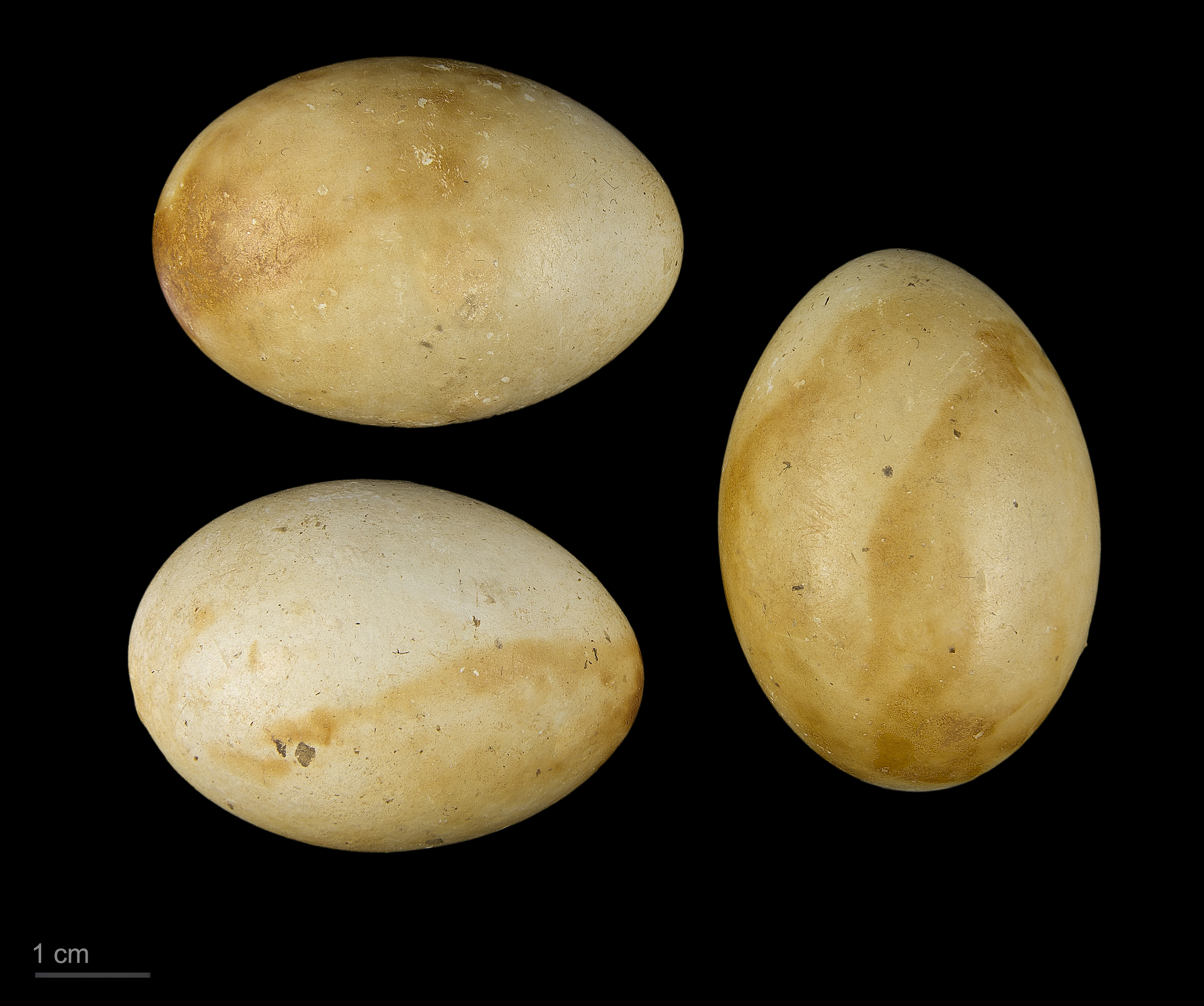
Vejce potápky černokrké

Čas příletu na hnízdiště se může lišit podle oblasti. Do českých hnízdišť potápky přilétají na přelomu března a dubna, a odlétají v srpnu. Ve východní Africe hnízdní období nastává v lednu a únoru, v jižní Africe zase od října do dubna. Hnízdí na mělkých jezerech a rybnících s bohatým zastoupením litorálních porostů. Zahnizďuje v koloniích, vzácněji i solitérně (samostatné). Velmi často hnízdí v koloniích jiných ptáků jako jsou racci chechtaví, břehouši černoocasí, slípky zelenonohé nebo jiní vodní ptáci. Hnízdo si staví mezi mokřadními rostlinami jako jsou rákosy, kosatce nebo sítiny, v Česku to jsou hlavně orobince a zblochany. Hnízdo je plovoucí plošina z rostlinného materiálu postavená někdy i daleko od břehu. Hnízdo pluje na vodě, avšak nehýbe se, neb je ukotveno okolní vegetací. Většina hnízda je jen masa rostlinného materiálu pod vodou, několik centimetrů nad hladinu vyčnívá ploška kruhovitého tvaru s mělkou jamkou, do které jsou kladena vejce. Dno jamky je přitom na úrovni nebo dokonce pod úrovní vodní hladiny. Průměr hnízda vyčnívajícího nad vodou je kolem 20–34 cm, vnitřní jamka na snůšku má průměr pouze 9–15 cm.

Na stavbě hnízda se podílí oba partneři, stejně jako na inkubaci a výchově mláďat. Snůška čítá 3–5 (maximálně 7) bílých vajec o rozměrech 44×30 mm. Interval kladení vajec je od 1 do 3 dní. Inkubace trvá 20–21 dní, sedí oba ptáci. Vejce se časem obarví do tmavších barev od rostlinného materiálu, ze kterého je postaveno hnízdo. V případě, že inkubující potápka opustí hnízdo, vejce zakryje rostlinným materiálem, takže celé hnízdo vypadá jen jako hromádka vegetace. 

Pár potápek s mládětem vezoucím se na hřbetu rodiče

Nidifugní mláďata se rodí obalena prachovým peřím a do hodiny po vyklubání jsou schopna plavat, jíst a šplhat. Lovit však ještě neumí a rodiče jim proto předávají potravu zobákem do zobáku. I přesto, že mláďata umějí plavat, v prvních několika dnech po narození spíše dávají přednost vození se na hřbetech rodičů. Někdy ve věku 10 dnů si rodiče mohou své potomky rozdělit do svou skupinek, a každý rodič po dalších asi 10 dní vychovává mláďata odděleně. Podobné chování se děje i u některých jiných ptáků a jeho cílem je patrně snížení hrozby predace a ztráty veškerého potomstva. K osamostatnění dochází kolem věku 3 týdnů.
Typicky dochází ke snesení pouze jedné snůšky za jedno hnízdní období, vzácněji může dojít i ke druhé snůšce. U potápek černokrkých nezřídka dochází k vnitrodruhovému hnízdnímu parazitismu, tzn. samice potápky černokrké snese vejce do hnízda jiné potápky téhož druhu. V Britské Kolumbii byly zkoumány dvě hnízdní kolonie potápek, z nichž v jedné došlo k hnízdnímu parazitismu u 14 % hnízd, ve druhé kolonii u 68 % hnízd.

### Přepeřování a migrace
Po skončení doby hnízdění dochází u potápek černokrkých k migrační cestě na pelichaniště, kde dochází k přepeřování. Potápky vyhledávají hlavně jezera s vysokými stavy bezobratlých, aby tak mohli nabrat dostatek tuku předtím, než potáhnou dále na zimoviště. Část populace může přepeřovat již na hnízdištích. Přepeřování letek trvá kolem 35 dní, avšak potápky zůstávají na pelichaništích o několik týdnů až měsíců déle. Během tohoto období prochází jejich těla zásadními fyziologickými změnami. Atrofují (zmenšují) se jim prsní svaly do té míry, že nejsou schopny letu, naopak svaly na nohou jim mohutní, aby se potápkám lépe plavalo pod vodou a maximalizovali tím šance na úspěšný lov a nabrání tuku. Zhruba 2–3 týdny před migrací do zimovišť se tyto fyziologické změny zase zvrátí, nad to se potápkám smrsknou některé vnitřnosti až na čtvrtinu původní velikosti, což potápkám odlehčí nemalou váhu a umožňuje jim letět rychleji. Popsané fyziologické změny jsou v podstatě antipredační strategií, protože potápky během migračního letu nedovedou dost dobře manévrovat, takže jsou náchylné na predaci, takže čím méně času stráví ve vzduchu, tím větší mají šanci na přežití. K migraci dochází v noci. K podobným fyziologickým změnám dochází u potápek i na hnízdištích před odletem na pelichaniště a poté zase na zimovištích před odletem na hnízdiště. V případě více tahových zastávek se tento cyklus fyziologických změn může opakovat až 6× ročně, a potápka černokrká tak může postrádat schopnost letu i 9–10 měsíců.

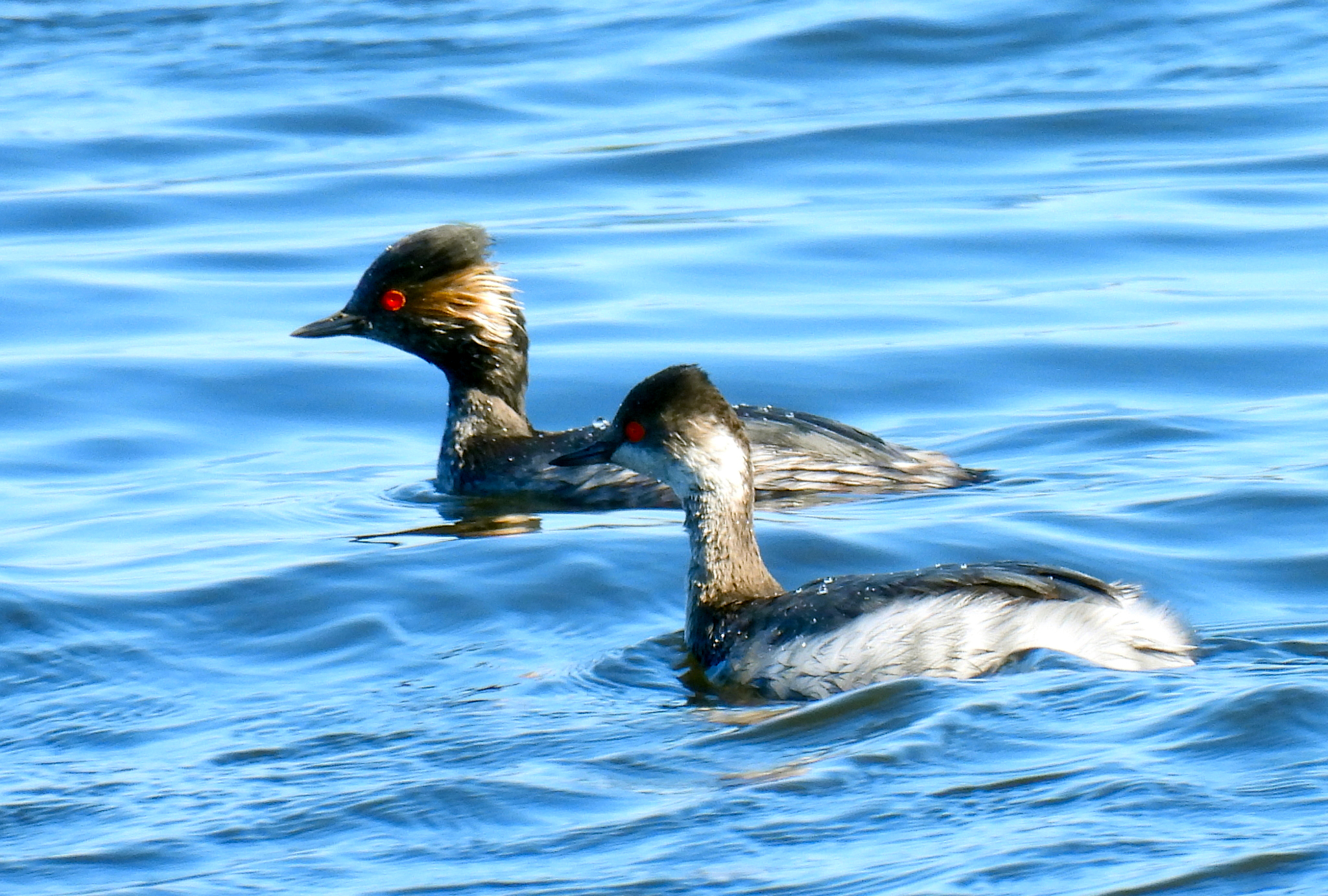
Dvojice potápek ve svatebním (vlevo) a prostém šatu (Jihoafrická republika)

Řada tažných ptáků prodělává podobné fyziologické změny, avšak ne v takovém měřítku jako potápka černokrká, která po příletu na tahovou zastávku může za dva měsíce i více než zdvojnásobit svou váhu. Potápka černokrká při přeletech mezi hnízdišti, pelichaništi a zimovišti může nalétat až 5500 km ročně, což je rekord mezi všemi ostatními druhy potápek.
Jak už bylo zmíněno, drtivá většina amerických potápek využívá k tahovým zastávkám jezero Mono Velké Solné jezero. Tato vysoce salinní jezera poskytují bohatý zdroj potravy zejména vodních bezobratlých, jako jsou korýši. V jezerech se totiž nevyskytují přirození predátoři bezobratlých (např. ryby), takže počty bezobratlých tam dosahují nebývalých rozměrů. Tato jezera navíc nehostí predátory potápek černokrkých ani jiné druhy potápek, takže nedochází k potravní kompetici. Slaná jezera potápkám pomáhají zbavit se parazitů jako jsou tasemnice, které mohou infikovat střeva potápek černokrkých v nebývalém množství (v tisících). Potápky černokrké na zmíněná jezera dolétávají od konce července do října, a odlétávají někdy mezi koncem listopadu a počátkem ledna na své hlavní zimoviště v Kalifornském zálivu. Stovky tisíc potápek zimuje v Saltonském moři. Začínají odlétat zpět na hnízdiště již od konce ledna, většina ptáků ale odlétá později a do května jsou všechny potápky z Kalifornského zálivu pryč. Do hnízdišť začínají přilétat od poloviny dubna. K oblíbeným evropským pelichaništím patří např. slané močály Odiel v jihozápadním Španělsku. Potápky černokrké se v zimě i na tahových zastávkách sdružují do velkých hejn, která zahrnují v některých klíčových oblastech jako je Severní Amerika a Asie i stovky tisíc jedinců.

### Potrava

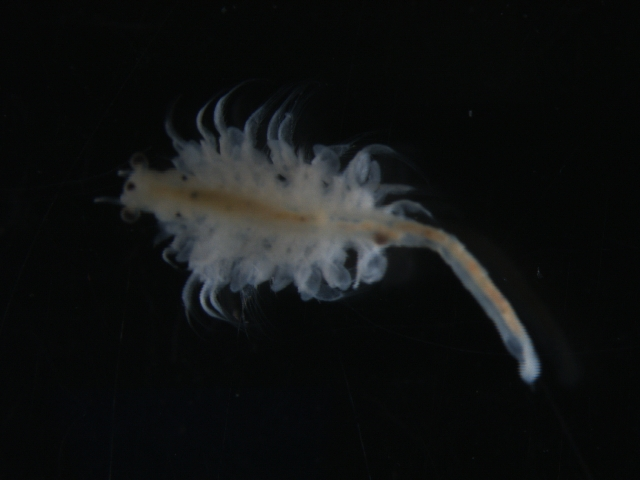
Artemia franciscana, klíčový zdroj potravy potápek na pelichaništích na severoamerických slaných jezerech

Pro potravu se většinou potápí do vody. Potápí se typicky na dobu kolem 5–30 vteřin, načež následuje zhruba stejně dlouhá doba vynoření, během které potápka odpočívá. Potápí se jen za denního světla, protože k lokaci kořisti využívá zrak. Na rozdíl od ostatních druhů potápek kořist může sbírat i z hladiny (tzv. surface feeding).
Živí se převážně hmyzem (dospělci i larvami), korýši, měkkýši, pulci a vzácněji i malými žábami a rybami. Subs. californicus se na pelichaništích v oblasti slaných jezer krmí takřka výhradně na žábronožkách druhu Artemia franciscana, kteří v tomto období tvoří až 95 % potravy potápek. Podobnou kořistí se v době pelichání živí i populace z jižního Španělska, která v močálech Odiel spoléhá hlavně na žábronožku Artemia parthenogenetica. Chování potápek přitom odráží dostupnost kořisti. Se vzrůstajícím počtem žábronožek roste i počet přítomných potápek. Jak začne teplota vody a tím i hojnost žábronožek klesat, potápky černokrké tráví vice denního světla lovem, aby si tak vynahradili sníženou početnost kořisti, a postupně jednoduše odletí do zimovišť.
Vodu potápky černokrké získávají výhradně ze své kořisti, čímž minimalizují množství soli, které pozřou při pobytu na solných jezerech. K oddělení vody od kořist hraje klíčovou roli jejich silný masitý jazyk, který prakticky zcela vyplňuje ústní dutinu. Jakmile potápka nabere kořist, zavře zobák, jazykem přitlačí měkké tělo chyceného tvora na patro, čímž vytlačí poslední kapičky vody. V případě krmení na měkké stravě jako jsou korýši, které tvoří z 80 % voda, tekutina z rozmělněné kořisti pomáhá vytlačit zbytky slané jezerní vody. Potápka černokrká nezřídka účelově polyká peří, což má patrně za cíl zpomalit průchod potravy zažívacím traktem, aby tak potápka měla dostatek času potravu zpracovat a získat z ní potřebné živiny. Peří v žaludku formuje chomáče, které zabraňují rychlému průchodu řídké stravy (např. korýšů nebo larev). Nestravitelné části peří jsou vyvrženy v podobě vývržku, podobně jako se tomu děje např. u sov.

### Predátoři, dožití
Vzhledem k tomu, že se potápky pohybují výhradně ve vodním prostředí, jejich hnízda jsou většině suchozemských predátorů nedostupná. K jejím predátorům tak patří hlavně jiní ptáci jako jsou krkavcovití, racci, motáci nebo lysky. V Severní Americe patří k ptačím predátorům vedle dravých ptáků i volavka velká. Může se dožít až 8 let.

## Ohrožení a ochrana

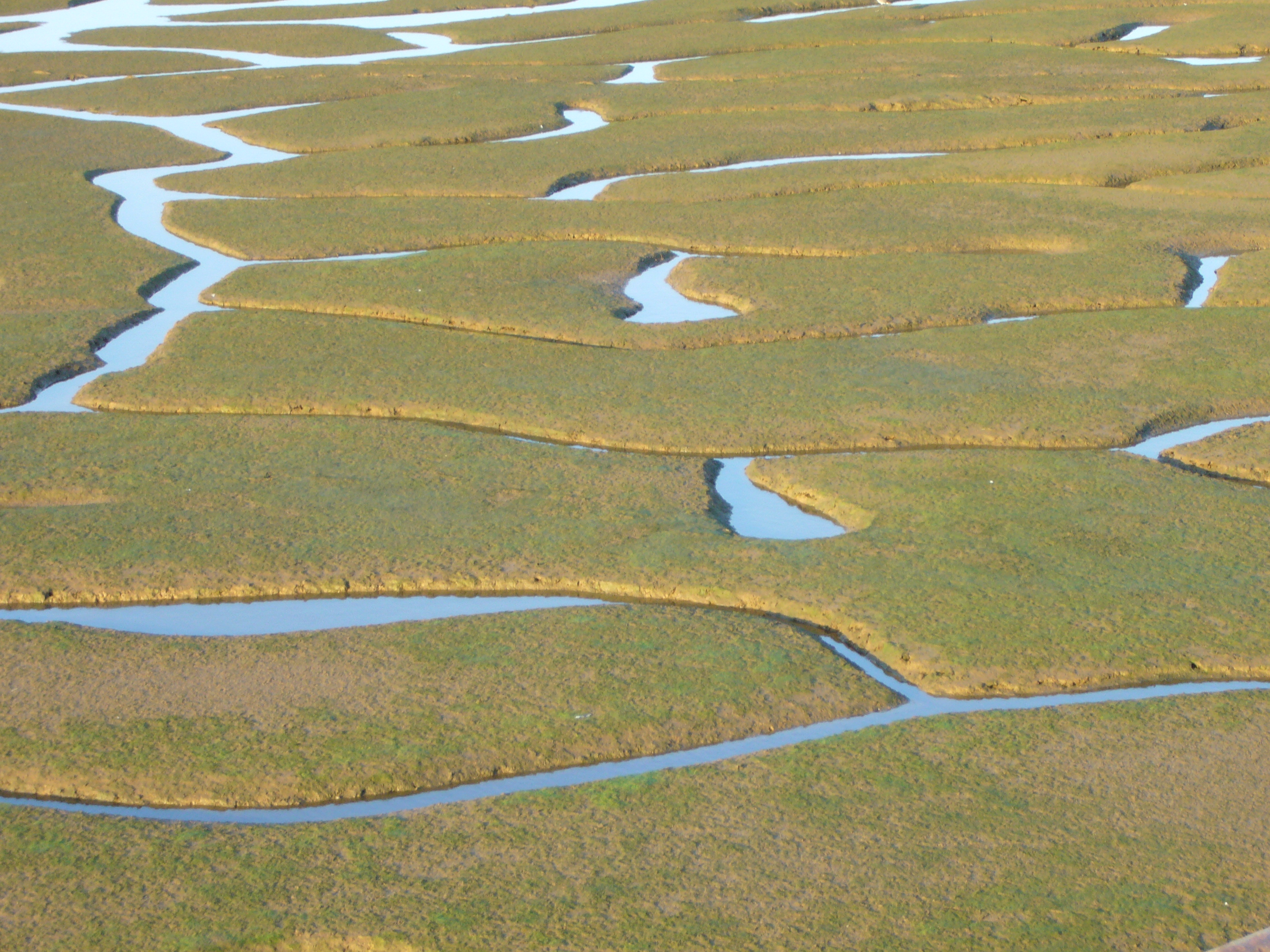
Močály Odiel patří k nejvýznamnějším pelichaništím potápek černokrkých; zároveň se jedná o jedny z nejvíce znečištěných ústí řek těžkými kovy

Mezinárodní svaz ochrany přírody hodnotí druh jako málo dotčený. Důvodem je hlavně extrémně velký areál výskytu a vysoká početnost potápek. Globální populační trend je neznámý. Zatímco některé populace klesají (např. česká), jiné stoupají (např. americká populace, i když jen nepatrně), jsou stabilní nebo je populační trend neznámý (např. evropská populace). Jak už bylo zmíněno, česká populace je na dramatickém ústupu, nicméně potápky černokrké jsou známé jen velmi nízkou hnízdní fidelitou, tzn. nejsou věrné svým hnízdištím. V praxi to znamená, že mohou poměrně rychle osídlit nová i poměrně vzdálená hnízdiště, pokud jim ta současná přestanou vyhovovat.
V Severní Americe občas dochází k masivním úmrtím potápek černokrkých. V roce 1928 došlo k úmrtí několika tisíc jedinců, kteří spadli z nebe po sněžné bouři v nevadském Calliente. V letech 1991–1992 bylo na Saltonském moři zaznamenáno masivní úmrtí až 150 tisíc potápek. Podobně 35 tisíc potápek zahynulo během sněžné bouře v lednu 1997 mezi Velkým Solným jezerem a Mexikem. V roce 2013 bylo v Utahu uzemněno 13 500 potápek černokrkých. Podobně jako v jiných případech, příčina patrně byla v nenadálé sněhové bouři. Potápky přitom padaly a přistávaly v místech dobrého, jasného osvětlení. Podle studie z roku 2007 mohou být za příčinou masivních úmrtí občasný nenadálý i stabilní úbytek mnohoštětinatců druhu Alitta succinea, kteří tvoří hlavní potravní složku potápek v Saltonském moři v zimě.

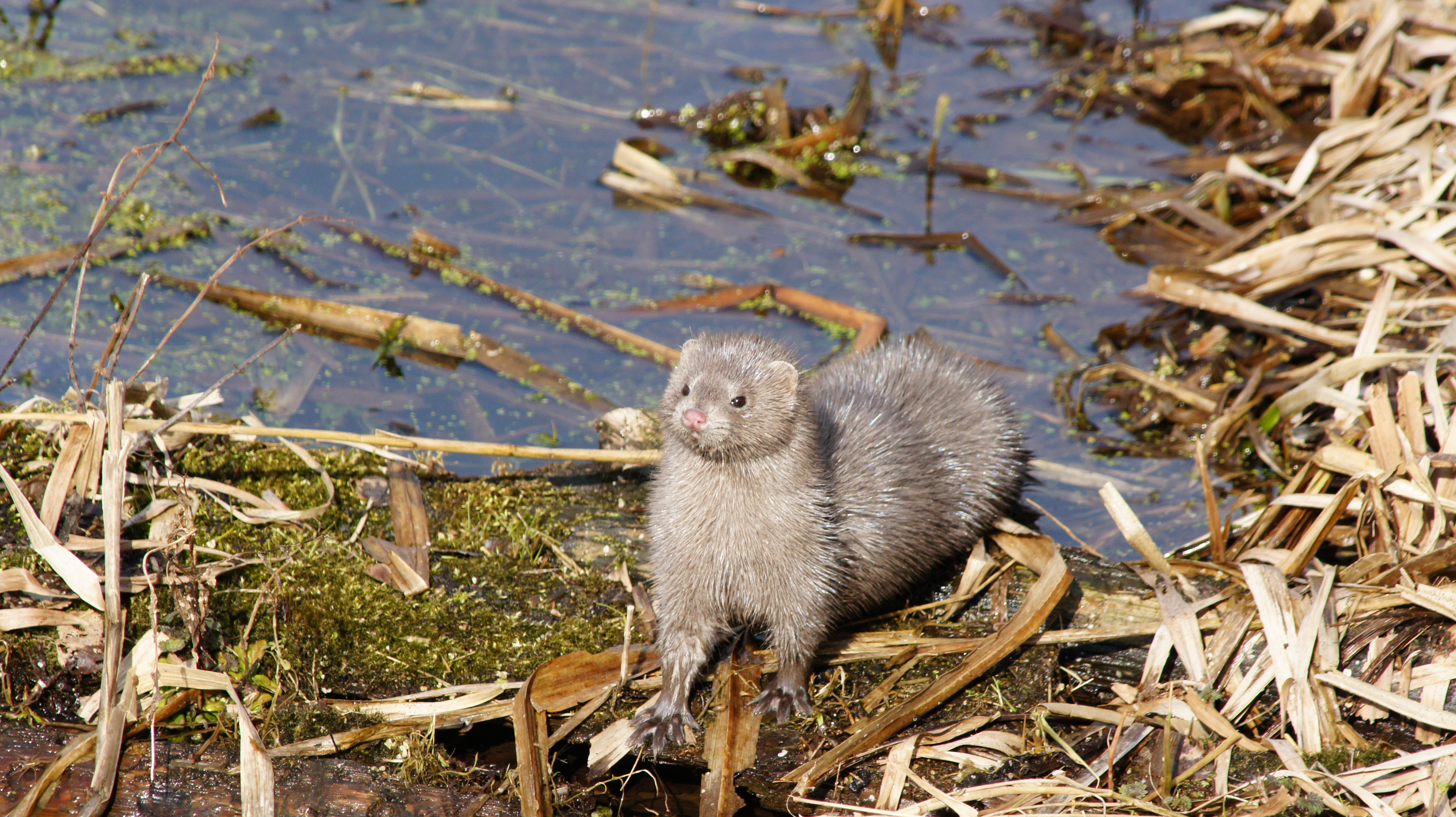
Norek americký, jeden z invazivních druhů savců, které predují na potápkách černokrkých

K dalším příčinám masivních úmrtí potápek černokrkých patří nemoci jak jsou ptačí cholera, erysipel, botulismus nebo Virus Západního Nilu (WNV). Potápky mohou ohrožovat i invazivní druhy savců. Např. v Polsku to je norek americký. V některých oblastech potápky černokrké čelí znečištění těžkými kovy jako je arsen, zinek nebo rtuť. Tyto těžké kovy typicky pocházejí z lidské činnosti (např. z dolů), odkud se dostanou do vody. Tam se hromadí v tělech bezobratlých, skrze které se zase dostávají do těl ptáků. U potápky černokrké dochází ke hromadění rtuti v peří, takže se potápka rtuti může pravidelně alespoň částečně zbavovat při pelichání. Jelikož obsah rtuti v peří potápek černokrkých odpovídá obsahu rtuti ve zbytku organismu, lze se míry kontaminace potápek dopátrat na základě kontaminace peří, tedy čistě neinvazivní metodou.
Česká společnost ornitologická (ČSO) vyhlásila potápku černokrkou Ptákem roku 2015. Podle ČSO potápka černokrká „symbolizuje neradostný stav většiny našich [českých] rybníků a současně naději, že se jej podaří změnit“. Z podobných důvodů byl v roce 2023 vyhlášen ptákem roku polák velký.